# Ярен
 Тази статия е за града в Науру.  За града в Норвегия вижте Ярен (Норвегия).  
Я̀рен (на английски: Yaren) е заселена област в Науру и неофициална столица, където се намират държавните институции на страната. Към 2011 г. жителите на Ярен са 747 души.
В Ярен се намират:
- сградата на парламента на Науру,
- административните органи,
- държавната полицейска станция,
- езерото Moqua Well,
- наурското радио,
- летището на Науру.